# Little River (dopływ East River of Pictou)
Little River – ciek (channel) w kanadyjskiej prowincji Nowa Szkocja, w hrabstwie Pictou, w dorzeczu East River of Pictou; nazwa urzędowo zatwierdzona 26 marca 1976.